# 洛坎斯 (加利福尼亞州)
洛坎斯（英語：Locans）是位於美國加利福尼亞州弗雷斯諾縣的一個非建制地區。該地的面積和人口皆未知。

## 地理
洛坎斯的座標為36°43′25″N 119°39′47″W / 36.72361°N 119.66306°W，而該地的平均海拔高度為100米（即328英尺）。